# Genesis
I Genesis sono stati un gruppo musicale britannico.
Formatisi nel 1967, nella prima metà degli anni settanta furono tra i principali esponenti del rock progressivo britannico assieme a gruppi come King Crimson, Yes, Emerson, Lake & Palmer e Gentle Giant. Dagli anni ottanta ai primi novanta raggiunsero l'apice della popolarità e del successo commerciale, grazie anche a una produzione più accessibile da parte del grande pubblico. Scioltisi di fatto nel 1999, si riunirono per due volte nel 2006-2007 e nel 2020-22 per altrettante tournée celebrative, senza nel frattempo aver pubblicato nuovo materiale inedito, dopodiché nel marzo del 2022 annunciarono ufficialmente il ritiro definitivo dalle scene.
Tutti i membri stabili dei Genesis portarono avanti anche carriere da solisti, lasciando la band o parallelamente ad essa; alcuni raggiunsero a loro volta il successo commerciale: il cantante e cofondatore Peter Gabriel, che uscì dal gruppo nel 1975; il batterista e cantante Phil Collins, unitosi al gruppo nel 1970 e nel 1976 subentrato a Gabriel nel ruolo di frontman, che dal 1981 condusse una fortunata carriera come batterista turnista, cantante, autore, attore e produttore discografico; infine il bassista e chitarrista Mike Rutherford – anch'egli cofondatore e, con il tastierista Tony Banks, presenza fissa della formazione – che scalò le classifiche anche come bandleader di Mike + The Mechanics.
Nel Regno Unito, su quindici album in studio pubblicati in totale dai Genesis, undici consecutivi si classificarono nei primi dieci posti della Official Albums Chart tra il 1973 e il 1997 e cinque di questi raggiunsero la prima posizione. Negli Stati Uniti d'America, secondo la certificazione RIAA, i dischi del gruppo (comprese raccolte e album dal vivo) vendettero nel complesso circa 21,5 milioni di copie, sei album ottennero almeno un disco di platino, e otto almeno un disco d'oro; nel 2010, la formazione a cinque degli anni 1971-75 fu introdotta alla Rock and Roll Hall of Fame.

## Storia

### 1967-1970: dalle origini aTrespass

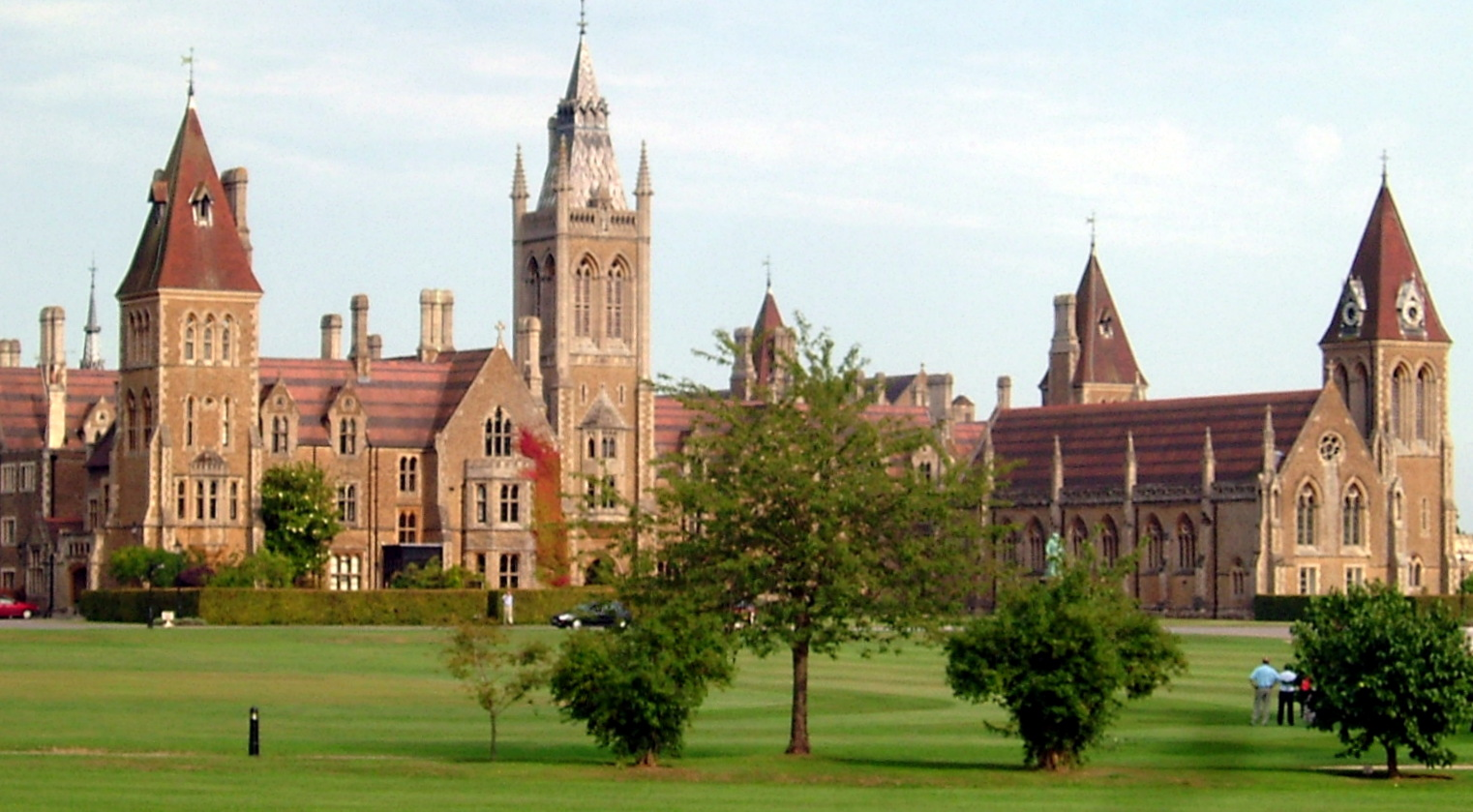
La Charterhouse School

Il nucleo originario del gruppo si formò nel 1967 a Godalming, nel Surrey, presso la Charterhouse School, collegio esclusivo e di prestigio, caratterizzato da sistemi educativi rigidi e tradizionali e all'epoca frequentato esclusivamente da maschi di estrazione sociale medio-alta: se da un lato l'ambiente rigido e austero spinse i futuri membri dei Genesis a cercare sfogo nella musica, l'alta formazione che la scuola vantava era destinata a influenzarne in parte poetica e stile, specie per quanto riguarda i primi lavori.
Già nel 1965-66 in due diverse ali dell'istituto si erano formati due gruppi: in una gli Anon, composti da Mike Rutherford (chitarra), Richard McPhail (voce), Rivers Jobe (basso) e Rob Tyrell (batteria); nell'altra i Garden Wall, con Tony Banks (pianoforte), Peter Gabriel (voce) e Chris Stewart (batteria); quest'ultima sezione era frequentata anche da Anthony Phillips (chitarra), di un anno più giovane, che ebbe occasione di suonare in entrambe le formazioni. Dopo che McPhail e Tyrell ebbero lasciato il collegio, nel 1967 le due band si fusero in una sola, ancora senza nome, composta da Banks, Gabriel, Phillips, Rutherford e Stewart. In aprile, presso uno studio amatoriale a Chiswick, i cinque registrarono un demo di brani inediti, tra cui She Is Beautiful, il primo in assoluto scritto assieme da Banks e Gabriel. Questi ultimi raccontarono anni dopo come in questa fase si considerassero più una «cooperativa di autori» che un gruppo vero e proprio e che il loro progetto fosse scrivere per altri artisti, piuttosto che incidere dischi e tenere concerti a proprio nome.

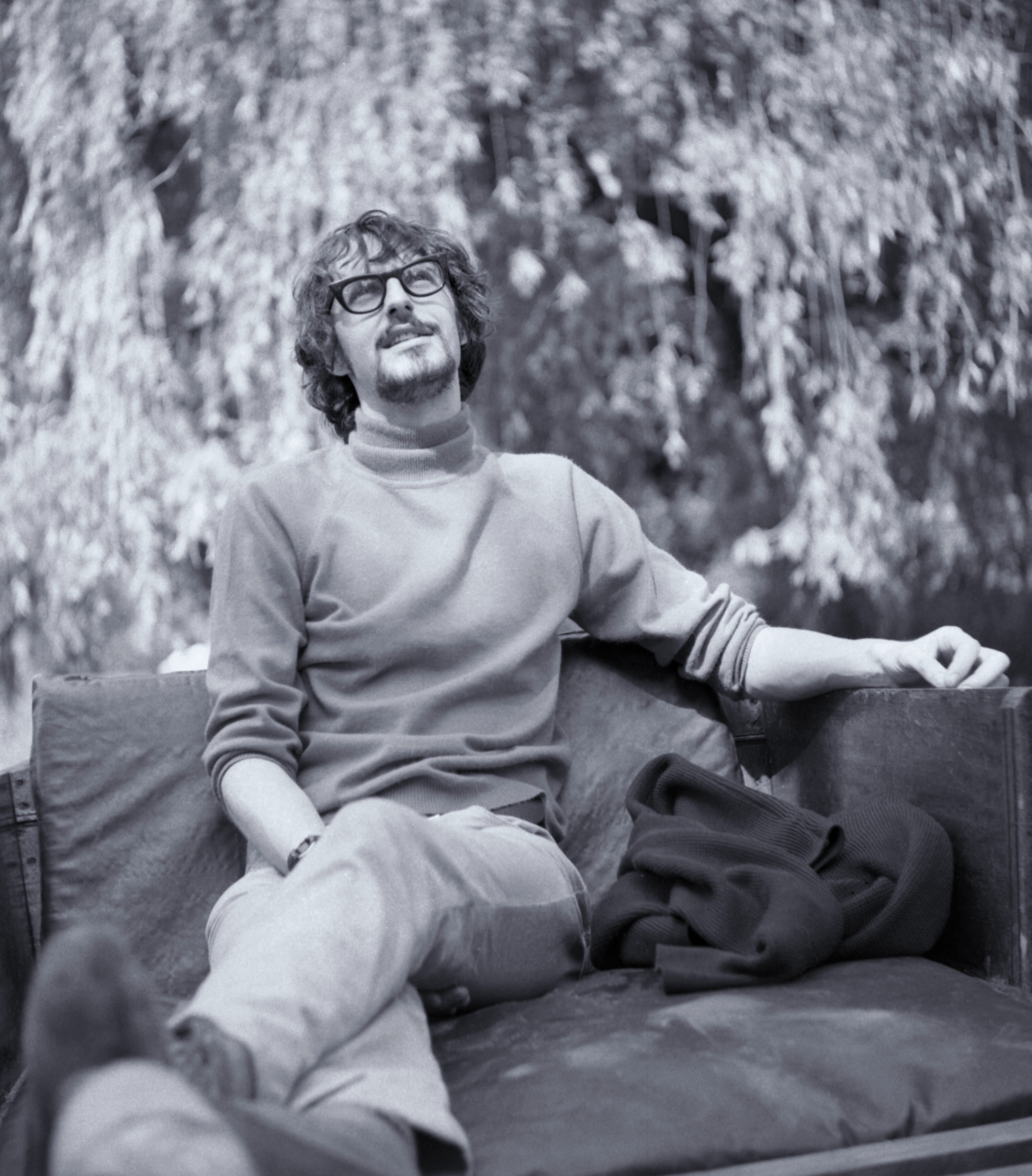
Jonathan King nel 1969

In quel periodo tornò in visita al collegio l'ex alunno Jonathan King, divenuto nel frattempo cantante con il singolo di successo Everyone's Gone to the Moon e poi A&R per conto della Decca, tramite le edizioni musicali JonJo Music da lui fondate assieme a Ken Jones e Joe Roncoroni nel 1965. I membri del gruppo, troppo timidi per avvicinarlo, incaricarono un amico di consegnargli una copia del loro demo. King vi colse buone potenzialità e decise di proporne gli autori alla Decca: la loro minore età tuttavia implicò la mediazione dei genitori e il contratto discografico – da lui pensato inizialmente per durare cinque anni – fu ridotto a un solo anno con opzione di rinnovo, il che si sarebbe rivelato decisivo per il futuro della band. King ideò anche il nome Genesis, a indicare la genesi di un nuovo progetto e anche perché i diretti interessati non ne avevano ancora scelto uno.
Con l'appoggio economico della JonJo, nell’agosto del 1967 i cinque registrarono presso i Regent Studios di Londra una prima serie di brani che tuttavia King giudicò di scarso potenziale commerciale. Il rifiuto indusse gli autori ad avvicinarsi ai gusti musicali del loro talent scout imitando lo stile di artisti dal lui prediletti, come i Bee Gees; una nuova sessione di registrazione tenuta negli stessi studi a dicembre ebbe più fortuna e fruttò loro i primi due 45 giri: The Silent Sun/That's Me fu pubblicato il 2 febbraio 1968 e A Winter's Tale/One-Eyed Hound il 24 maggio seguente. Nessuno dei due singoli ottenne riscontri di vendite significativi, malgrado passaggi radiofonici quotidiani del primo da parte dell'emittente pirata Radio Caroline e un paio di recensioni positive sul Melody Maker e sul New Musical Express; tali risultati tuttavia non frenarono King che si offrì di produrre egli stesso un intero album dei Genesis.

#### From Genesis to Revelation
Il produttore anzitutto chiese di migliorare la sezione ritmica, il che portò la band a sostituire Chris Stewart con Jonathan Silver, batterista che Peter Gabriel aveva conosciuto in un college a Londra e che mise anche a disposizione la casa dei suoi genitori a Oxford per le prove. Silver di fatto rimase nel gruppo solo fino al termine delle registrazioni, che avvennero nuovamente ai Regent in soli tre giorni, nell'agosto 1968, durante le vacanze estive. King suggerì anche l'idea di un filo conduttore ispirato alla Bibbia che andasse dalla Genesi alla Rivelazione, benché soltanto tre brani dell'album contenessero riferimenti biblici nei testi.

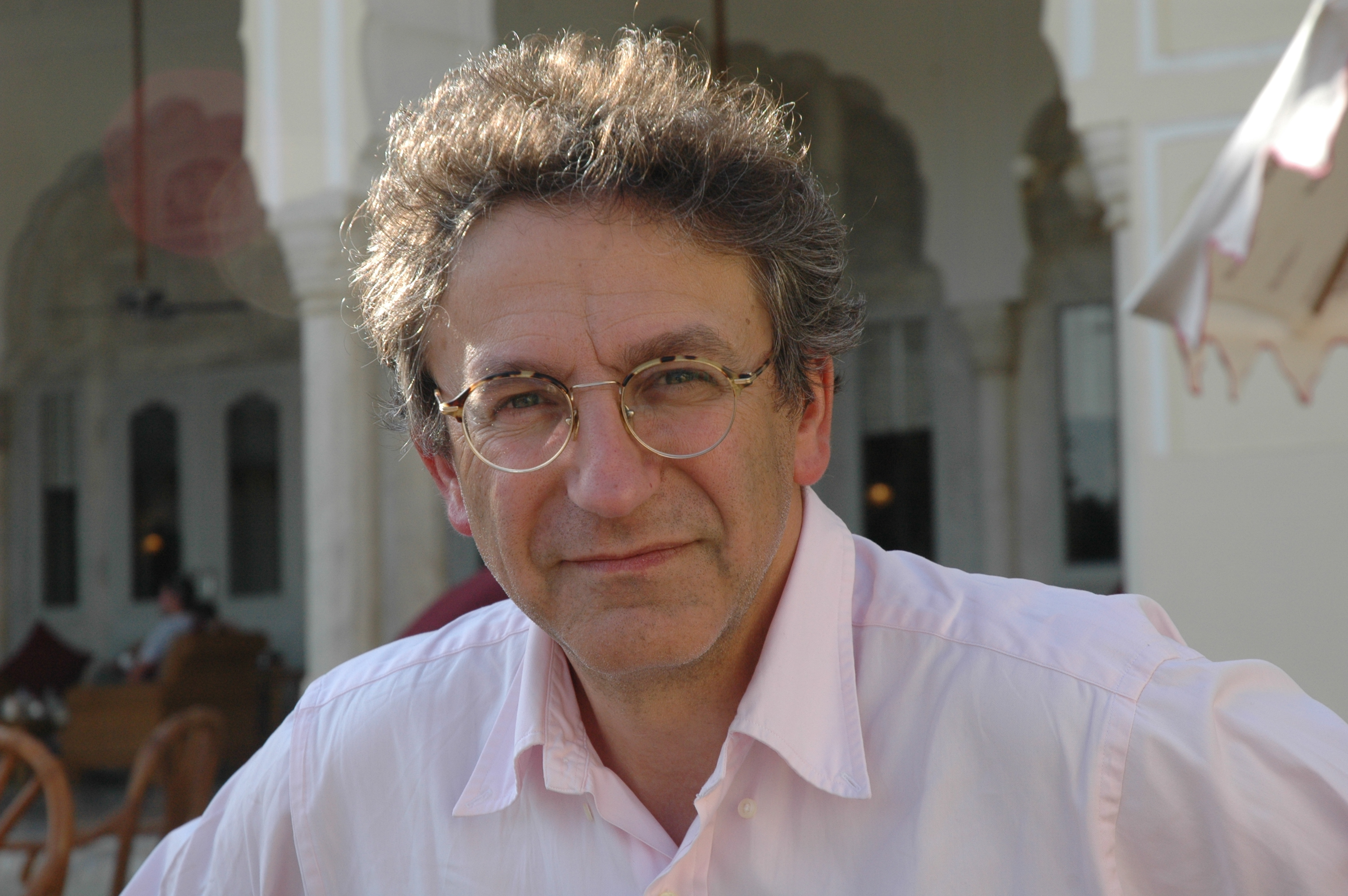
Jonathan Silver nel 2006

Per vari mesi il gruppo non ebbe più notizie delle registrazioni, né dalla Decca né da King stessi; quest'ultimo nel frattempo decise di aggiungervi arrangiamenti per archi e ottoni a cura di Arthur Greenslade e Lou Warburton, che conferirono al prodotto finale un'atmosfera più leziosa e tradizionale rispetto alle intenzioni degli autori. Questi tuttavia ne furono informati solo quando il disco stava ormai per uscire.
La Decca infine pubblicò From Genesis to Revelation soltanto a marzo del 1969 senza promuoverlo in alcun modo né in radio né sulla stampa, il che, secondo il giudizio a posteriori del gruppo, fu la prova che sia King che la casa discografica avevano perso ogni interesse per il progetto. All'epoca, del disco furono vendute solo 649 copie e i rapporti fra la Decca e i Genesis terminarono di fatto dopo che, il 27 giugno, dall'album fu tratto il 45 giri Where the Sour Turns to Sweet/In Hiding. Jonathan Silver nel frattempo si era trasferito negli Stati Uniti per frequentare la Cornell University e anche gli altri, alla luce dello scarso successo dell'album, sospesero i progetti musicali per alcuni mesi. Nella seconda metà del 1969 tuttavia decisero di provare a divenire musicisti di professione e ripresero a comporre assieme, cercando intanto un nuovo batterista fra gli annunci del Melody Maker: a ottobre trovarono John Mayhew, di qualche anno più anziano e, a differenza loro, già con diversi concerti all'attivo.

#### Trespass
Dall'ottobre 1969 all'aprile 1970 i Genesis si ritirarono assieme a Wotton, località campestre vicino a Dorking nel Surrey, nel "Christmas Cottage" di proprietà dei genitori dell'ex compagno di scuola e di gruppo Richard McPhail, che per loro svolse anche il ruolo di cuoco, autista, fonico e tuttofare (sarebbe stato poi  road manager del gruppo fino al 1973 e, nel 1978, tour manager di Peter Gabriel). Tutti in seguito concordarono nell'individuare il periodo in questione come quello in cui divennero una vera band. Grazie anche al sostegno economico delle famiglie, il gruppo alternò la composizione ai primi concerti: il primo in assoluto fu il 28 ottobre 1969 a Chobham, nel Surrey, a una festa privata presso amici di famiglia di Peter Gabriel: il loro compenso per la serata fu di 25 sterline; il debutto di fronte a un pubblico pagante avvenne invece il 1º novembre presso la Brunel University di Uxbridge. Proprio nel circuito universitario la band concentrò inizialmente le proprie esibizioni, in alcuni casi aprendo per artisti come Atomic Rooster, T. Rex e Nick Drake.
Il 9 gennaio 1970, presso gli studi televisivi della BBC a Shepherd's Bush, i cinque registrarono alcuni brani prodotti dall'ex bassista degli Yardbirds, Paul Samwell-Smith, e in teoria destinati a un documentario televisivo, poi mai realizzato, su un pittore di nome Mick Jackson. Il 22 febbraio, negli studi della BBC a Maida Vale, eseguirono dal vivo per il programma radiofonico Night Ride i brani Shepherd, Pacidy, Let Us Now Make Love, Stagnation e Looking for Someone: gli ultimi due, rielaborati, sarebbero finiti sul loro successivo album, mentre il restante materiale tratto da entrambe le sessioni vide la luce ufficialmente solo molti anni dopo, nei cofanetti Genesis Archive 1967-75 (1998) e Genesis 1970-1975 (2007); le registrazioni di gennaio sono di particolare interesse storico poiché rivelano come in questo periodo fossero già nati alcuni temi musicali che tempo dopo sarebbero confluiti in brani pubblicati con un'altra formazione, come The Musical Box, The Fountain of Salmacis e Anyway.
Nel marzo del 1970 l'agente dei Genesis Marcus Bicknell procurò loro una residency di una sera alla settimana presso il Ronnie Scott's Jazz Club di Soho; qui li notò il produttore della Charisma Records John Anthony, il quale a sua volta convinse il suo capo Tony Stratton-Smith a venire a sentirli nel locale londinese, situato a pochi passi da casa sua. L'esibizione alla presenza di Stratton-Smith – che anni dopo Peter Gabriel avrebbe ricordato per il fatto che «c'era più gente sul palco che tra il pubblico» – divenne così di fatto un provino: di lì a poco i cinque firmarono per la Charisma e ottennero un anticipo per il loro secondo album, che registrarono ai Trident Studios di Londra nel giugno 1970. Trespass, prodotto dal gruppo assieme allo stesso John Anthony, sarebbe uscito il 23 ottobre ma, nei quattro mesi che separarono registrazione e pubblicazione, eventi decisivi avrebbero segnato il percorso della band.

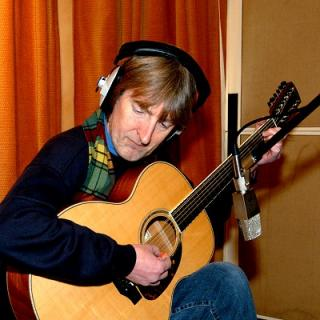
Anthony Phillips, chitarrista dei Genesis dal 1967 al 1970

A registrazioni ultimate infatti, dopo un ultimo concerto a Haywards Heath il 18 luglio, Anthony Phillips decise di lasciare il gruppo per problemi di salute uniti a una crescente paura del palcoscenico. L'abbandono del chitarrista, fino ad allora una delle forze trainanti dei Genesis anche sul piano compositivo, fu un duro colpo per gli altri che arrivarono a porsi il dubbio se continuare o meno senza di lui. La decisione di proseguire portò con sé anche quella di sostituire John Mayhew con un batterista più propositivo sul piano degli arrangiamenti.
Phillips dal 1977 in poi intraprese una prolifica carriera da solista incentrata esclusivamente su lavori in studio, gran parte dei quali strumentali. Mayhew invece visse per un lungo periodo in Australia e Nuova Zelanda facendo perdere le proprie tracce e dal 1982 lasciò del tutto il mondo della musica; fu solo al suo rientro nel Regno Unito negli anni duemila che il management dei Genesis riuscì a mettersi in contatto con lui e a pagargli le royalty di Trespass; morì nel 2009 all'età di 62 anni.
Il gruppo pubblicò quindi un annuncio sul Melody Maker e incominciò audizioni per batteristi e chitarristi presso la casa dei genitori di Gabriel a Chobham. Il 4 agosto 1970, il batterista Phil Collins si presentò al provino assieme al chitarrista Ronnie Caryl, già con lui nei Flaming Youth: Caryl faticò a integrarsi perché poco incline a eseguire parti già scritte mentre il batterista si rivelò subito la scelta ideale, sia dal punto di vista tecnico che per la personalità diretta e gioviale, utile a stemperare l'atmosfera spesso tesa all'interno del gruppo.
La band con Collins alla batteria incominciò le prove al centro The Maltings di Farnham dopodiché, mentre ad ottobre Trespass usciva sul mercato, tornò a tenere concerti dapprima come quartetto – salvo un paio di serate con Caryl – quindi per un paio di mesi con Mick Barnard, già chitarrista in un gruppo di Aylesbury chiamato The Farm. La ricerca di un quinto elemento stabile comunque proseguì e a dicembre, sempre tramite il Melody Maker, i Genesis scoprirono il chitarrista Steve Hackett, proveniente dai Quiet World, il quale ascoltò Trespass e, il 28 dicembre 1970, andò a vedere il gruppo al Lyceum Theatre di Londra traendo un'impressione positiva sia dall'esibizione che dalla risposta del pubblico.

### 1971-1975: la prima formazione stabile e l'ascesa

#### Nursery Cryme
La nuova formazione comprendente sia Collins che Hackett debuttò presso lo University College di Londra, il 14 gennaio 1971. Quasi in contemporanea, Stratton-Smith ideò una tournée nel Regno Unito che ogni sera vedeva avvicendarsi sul palco tre gruppi della Charisma: Genesis, Lindisfarne e Van der Graaf Generator: per le nove tappe, dal 24 gennaio al 13 febbraio, il promoter bloccò il prezzo del biglietto a sei scellini ottenendo così in breve tempo il tutto esaurito. Nel marzo 1971, grazie a contatti fra la Charisma e Piero Kenroll, redattore della rivista Télémoustique cui "Strat" aveva inviato una copia di Trespass, i Genesis varcarono per la prima volta i confini britannici per esibirsi in Belgio, alla maison des jeunes «Ferme V» di Woluwe-Saint-Lambert.

I Genesis nel 1972 con il gruppo italiano Le Orme. Da sinistra, in piedi: Michi Dei Rossi, Mike Rutherford, Steve Hackett, Peter Gabriel, Tony Banks; seduti: Toni Pagliuca, Aldo Tagliapietra, Phil Collins.

L'attività concertistica del gruppo proseguì incessante per tutta la prima metà del 1971, anche dopo un incidente avvenuto al Friars di Aylesbury il 19 giugno: durante il brano The Knife che chiudeva il concerto, infatti, Gabriel spiccò un balzo dal palcoscenico verso il pubblico ma cadde malamente fratturandosi una caviglia; il cantante riuscì a onorare gli impegni seguenti esibendosi dapprima su una sedia a rotelle e poi appoggiato a una sorta di stampella improvvisata fatta con una scopa capovolta. In seguito, con Gabriel ancora convalescente, i cinque si dedicarono alla composizione presso la Luxford House, una villa del XVI secolo a Crowborough nell'East Sussex affittata per loro da Stratton-Smith, quindi in agosto tornarono ai Trident Studios per registrare il loro terzo album, di nuovo con John Anthony in veste di coproduttore.
Il 12 novembre 1971 venne pubblicato Nursery Cryme, nel quale brani come The Musical Box e The Fountain of Salmacis proseguivano nello stile già inaugurato con Trespass e definirono il suono del gruppo nella nuova formazione; Hackett e Collins in particolare vi contribuirono scrivendo assieme il brano For Absent Friends, cantato sul disco dallo stesso batterista, il quale si cimentò così per la prima volta nel ruolo di voce solista dei Genesis. Nel Regno Unito, malgrado un'entusiastica nota promozionale firmata da Keith Emerson, l'album non segnò un grosso progresso commerciale rispetto a Trespass; tuttavia, alla fine dell'anno arrivò in testa alle classifiche in Belgio e, pochi mesi dopo, al quarto posto in Italia. Perciò nel marzo 1972 i Genesis tornarono in Belgio per un'esibizione dal vivo al programma televisivo Pop-Shop e in aprile intrapresero la loro prima tournée italiana, ricevendo un'accoglienza inaspettata per l'epoca e suonando in luoghi assai più capienti di quanto avvenisse in patria.

#### FoxtroteGenesis Live
Fin dai primi concerti dei Genesis, la necessità di riempire i frequenti tempi morti nei quali i musicisti riaccordavano le loro chitarre a 12 corde (all'epoca anche Tony Banks eseguiva parti di chitarra) aveva indotto Peter Gabriel a raccontare storie di fantasia per intrattenere il pubblico. Dal 1972 in poi il cantante incominciò gradualmente a lavorare anche sull'aspetto visuale e teatrale della sua presenza sul palco.

Il 29 maggio, quando i Genesis si esibirono al Great Western Express Festival di Bardney nel Lincolnshire, Gabriel salì sul palco con la fronte rasata, gli occhi truccati di nero e un vistoso diadema attorno al collo: fu questo il primo di una serie di espedienti per catturare meglio l'attenzione.

Il 28 settembre il gruppo suonò al National Stadium di Dublino e Gabriel, senza avvertire i suoi compagni prima del concerto, al termine della sezione centrale strumentale del brano The Musical Box rientrò in scena con indosso un vestito rosso di sua moglie e sul capo una maschera di volpe, tra lo stupore del pubblico e del gruppo stesso; il travestimento richiamava la donna con testa di volpe dipinta sulla copertina dell'album Foxtrot appena pubblicato.
Il 14 ottobre, sul Melody Maker comparve una pubblicità del disco a tutta pagina, con la foto del frontman nel suddetto costume: da allora anche gli altri membri dei Genesis, in un primo momento perplessi da quelle che parevano mere stravaganze, capirono che il cantante stava contribuendo a dar loro un'immagine.
Nel primo semestre del 1972 i Genesis continuarono ad alternare un'intensa attività dal vivo e la composizione di un nuovo disco, che si svolse per buona parte presso la Una Billings School of Dance di Shepherd's Bush, a Londra. Tra agosto e settembre, i cinque registrarono presso gli Island Studios e, data la temporanea indisponibilità di John Anthony, passarono al vaglio un paio di produttori che però non entrarono in sintonia col loro stile: in particolare, la Charisma aveva suggerito Bob Potter per il lavoro svolto in precedenza coi Lindisfarne, allora gruppo di punta dell'etichetta; tuttavia quando Potter propose di tagliare l'introduzione strumentale del brano Watcher of the Skies, i Genesis si rifiutarono di lavorare con lui e lo sostituirono con David Hitchcock, già produttore di due album dei Caravan: in realtà, a coprodurre di fatto parte del disco fu l'ingegnere del suono John Burns, che il gruppo avrebbe poi confermato ufficialmente in tale ruolo per ulteriori tre album.
Foxtrot, pubblicato il 15 settembre 1972, segnò un primo significativo incremento di vendite rispetto ai primi due album incisi dai Genesis per la Charisma: dopo una settimana arrivò al 12º posto nella Official Albums Chart britannica e rimase per altre sette settimane fra i primi 100; fu anche il primo loro disco distribuito negli Stati Uniti, a cura della Buddah Records, motivo per cui il gruppo subito dopo si recò per la prima volta oltreoceano per due soli concerti, a Boston e New York.
Dal gennaio 1973 il gruppo riprese i concerti in Europa; in particolare, quello del 9 febbraio 1973 al Rainbow Theatre di Londra segnò il debutto di una serie di travestimenti di Gabriel, ispirati ai testi dei brani: un copricapo con ali di pipistrello in Watcher of the Skies, una maschera da vecchio nel finale di The Musical Box e, durante Supper's Ready, una maschera da fiore (Willow Farm) e una con forme geometriche (Apocalypse in 9/8); il direttore di produzione Adrian Selby inoltre ideò lunghi veli di stoffa bianca che dal soffitto pendevano fino a terra, nascondendo parte della strumentazione, e risaltavano alla luce di lampade ultraviolette assieme ai musicisti, anch'essi vestiti di bianco eccetto Gabriel.
Alcune foto del concerto al Rainbow, scattate dal giornalista italiano Armando Gallo e dal fotografo statunitense Bob Gruen, divennero la copertina del primo album dal vivo del gruppo: Genesis Live, pubblicato nel luglio del 1973 e tratto da due concerti tenuti in febbraio a Manchester e a Leicester: benché la pubblicazione di un live non incontrasse all'epoca il favore della band, l'album – distribuito a prezzo ridotto – superò le vendite di Foxtrot e fu il primo dei Genesis a entrare fra i primi dieci posti della Official Albums Chart britannica, arrivando al nono il 12 agosto. I concerti legati a Foxtrot si conclusero intanto tra il marzo e l'aprile del 1973 con una seconda tournée in America del Nord, più lunga e meglio organizzata della precedente.

#### Selling England by the Pound

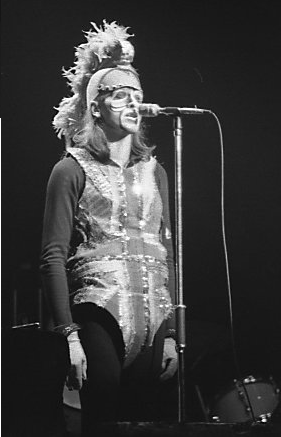
Peter Gabriel in concerto con i Genesis alla Massey Hall, Toronto, 8 novembre 1973.

Tra il maggio e il luglio del 1973, grazie anche all'uscita e al buon piazzamento in classifica di Genesis Live, il gruppo poté prendersi una pausa dai concerti e dedicarsi alla composizione in tempi più diluiti del consueto. La creazione del nuovo disco avvenne in buona parte in una villa a Chessington e, in misura minore, nuovamente presso la Una Billings School of Dance. In seguito, i Genesis tornarono agli Island Studios per registrare il loro quinto album.
Selling England by the Pound fu pubblicato il 5 ottobre 1973 e raggiunse la terza posizione della classifica britannica, divenendo così il più venduto in assoluto del periodo con Gabriel. L'unico singolo estratto dal disco, I Know What I Like (In Your Wardrobe), fu il primo del gruppo a entrare nella Official Singles Chart britannica. Nel brano More Fool Me Phil Collins figurò come voce solista per la seconda volta dopo For Absent Friends su Nursery Cryme e interpretò il brano anche nei concerti legati al disco, accompagnato dal solo Mike Rutherford alla chitarra a 12 corde.
Il 1973 si concluse per il gruppo con un nuovo tour del Nord America che culminò nella prima apparizione dal vivo sulla West Coast, con sei concerti in tre giorni al Roxy Theatre di Hollywood dal 17 al 20 dicembre, che registrarono il tutto esaurito.
Con l'arrivo del 1974, l'ex promoter Tony Smith divenne il nuovo manager dei Genesis, ruolo che avrebbe conservato per tutto il resto della loro carriera. Smith fra l'altro trovò il gruppo economicamente in difficoltà, poiché fino ad allora aveva accumulato con la casa discografica un debito di circa duecentomila sterline, che sarebbe stato colmato solo due anni dopo.
La promozione di Selling England by the Pound proseguì in Europa nella prima metà del 1974; dal 3 al 6 febbraio il gruppo tornò in Italia, dove il nuovo album nel frattempo era arrivato ai primi posti in classifica, con quattro date che registrarono un'affluenza di pubblico mai raggiunta dal gruppo in Europa prima di allora.
In questo periodo lo spettacolo del gruppo raggiunse anche una sua prima completezza sia dal punto di vista musicale che visivo, grazie a nuovi travestimenti di Gabriel; un sondaggio indetto dalla rivista NME lo elesse migliore show dell'anno davanti a quelli di gruppi allora molto più affermati come Yes, Emerson, Lake & Palmer, The Who e Pink Floyd.

#### The Lamb Lies Down on Broadwaye l'abbandono di Gabriel
Nella seconda metà del 1974 i Genesis si lanciarono nell'impresa probabilmente più ambiziosa della loro carriera: un concept album basato interamente su un'unica storia: dopo aver scartato la proposta di Rutherford di ispirarsi a Il piccolo principe di Antoine de Saint-Exupéry, il gruppo cominciò a lavorare su un racconto scritto da Gabriel, dal titolo The Lamb Lies Down on Broadway. In luglio i cinque si ritirarono a comporre l'opera presso la Headley Grange – ex albergo dei poveri situato nell'East Hampshire già noto per aver ospitato le registrazioni di due album dei Led Zeppelin – e ben presto si resero conto di avere materiale sufficiente per un doppio album, il che avrebbe anche consentito di sviluppare musicalmente il racconto in maniera più fluida.

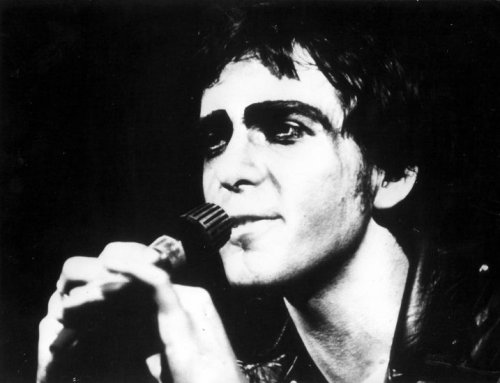
Peter Gabriel nei panni di Rael durante il tour di The Lamb Lies Down on Broadway, 1975.

Nello stesso periodo Peter Gabriel fu avvicinato dal regista statunitense William Friedkin, da poco affermatosi a livello internazionale con i film The French Connection e L'esorcista: Friedkin aveva visto i Genesis al Roxy di Los Angeles ed era rimasto positivamente colpito dalle storie che il frontman narrava tra un brano e l'altro, nonché da un suo racconto riportato sulla copertina di Genesis Live, e gli propose di collaborare alla scrittura di sceneggiature. Gli altri membri dei Genesis tuttavia, nel timore che tale impegno rallentasse il loro lavoro, posero Gabriel di fronte a un aut-aut: il cantante scelse allora di lasciare il gruppo una prima volta, salvo poi tornare sui suoi passi quando l'idea del regista si rivelò meno concreta del previsto. La casa discografica e il manager Tony Smith mediarono per ricucire lo strappo, ma la vicenda segnò comunque una prima frattura tra Gabriel e i suoi compagni.
I cinque registrarono il nuovo materiale tra l'agosto e l'ottobre 1974 al Glaspant Manor nel Carmarthenshire, in Galles, su attrezzatura mobile degli Island Studios e con John Burns per l'ultima volta in veste di coproduttore; nel frattempo, la difficile prima gravidanza della moglie di Gabriel riversò un ulteriore stress sul cantante il quale fu costretto a dividersi fra la famiglia e il gruppo e di conseguenza accumulò un ritardo nella stesura dei testi di cui si era fatto carico totalmente, essendo la storia di sua ideazione. Per tutto il periodo Gabriel viaggiò avanti e indietro tra il Galles e Londra per assistere moglie e figlia neonata: anche in tale occasione – sia secondo lui che per ammissione a posteriori degli altri – il gruppo non gli dimostrò molta comprensione.
The Lamb Lies Down on Broadway uscì il 22 novembre 1974, due giorni dopo la partenza di una tournée internazionale in cui il gruppo l'avrebbe presentato nella sua interezza, con l'ausilio di tre schermi per la proiezione di diapositive e nuovi effetti scenici; lo spettacolo debuttò a Chicago e meno di una settimana dopo, a Cleveland, Gabriel annunciò al gruppo e a Tony Smith che a fine tournée avrebbe lasciato i Genesis, stavolta definitivamente. Il gruppo eseguì l'intero album dal vivo per centodue volte, in altrettante date tra Nordamerica ed Europa. Gabriel sul palco impersonava Rael, il suo alter ego portoricano protagonista del racconto; unica variante al personaggio durante il concerto era il costume che il cantante indossava durante il brano The Colony of Slippermen: un grottesco mostro ricoperto di bubboni e con testicoli gonfiabili.
Il tour si concluse al Palais des Sports di Besançon, in Francia, il 22 maggio 1975. L'uscita di Gabriel dal gruppo fu tenuta segreta sino al 16 agosto, quando la notizia apparve in prima pagina sul Melody Maker; sulle stesse colonne, il 6 settembre, il cantante spiegò le ragioni della propria decisione con una lettera scritta nel suo tipico stile ricco di metafore, paronomasie e giochi di parole. Varie le motivazioni che egli addusse: anzitutto, a suo avviso, il successo finalmente raggiunto aveva irrigidito i ruoli all'interno del gruppo, rendendogli più difficile proporre le sue idee, come ad esempio la combinazione tra musica e immagini alla quale teneva molto; il cantante confessò inoltre di essersi accorto di «guardare alle cose come "il famoso Gabriel"» e «a pensare in termini di affari [...] trattare dischi e pubblico come denaro me li stava allontanando»; infine, l'esigenza di stare più vicino alla sua famiglia non si conciliava, almeno per il momento, coi ritmi dello show business; Gabriel precisò anche che la separazione era avvenuta senza alcuna ostilità con il gruppo o il management. Il cantante si ritirò a vita privata per circa due anni dopodiché, a partire dal 1977, tornò sulle scene con una carriera da solista in cui, fin da subito, volle affrancarsi dal marchio di "ex Genesis" e ricercare un'immagine e uno stile personali.

### 1975-1977: da Collins frontman all'uscita di Hackett

#### A Trick of the Tail
Tra giugno e luglio del 1975, Steve Hackett fu il primo membro dei Genesis a registrare un album da solista avvalendosi, fra l'altro, della collaborazione di Collins e Rutherford: Voyage of the Acolyte fu pubblicato a ottobre. A settembre i Genesis si ritrovarono nuovamente per comporre, rimandando la scelta di un nuovo cantante a quando il materiale fosse pronto; seguirono decine di audizioni, anche dopo che il gruppo aveva interamente registrato le basi strumentali per un nuovo album ai Trident Studios, tra ottobre e novembre 1975, con la coproduzione di David Hentschel. Il compito di illustrare le parti vocali agli aspiranti spettò a Phil Collins, che nel gruppo aveva cantato da sempre sia in studio che in concerto.

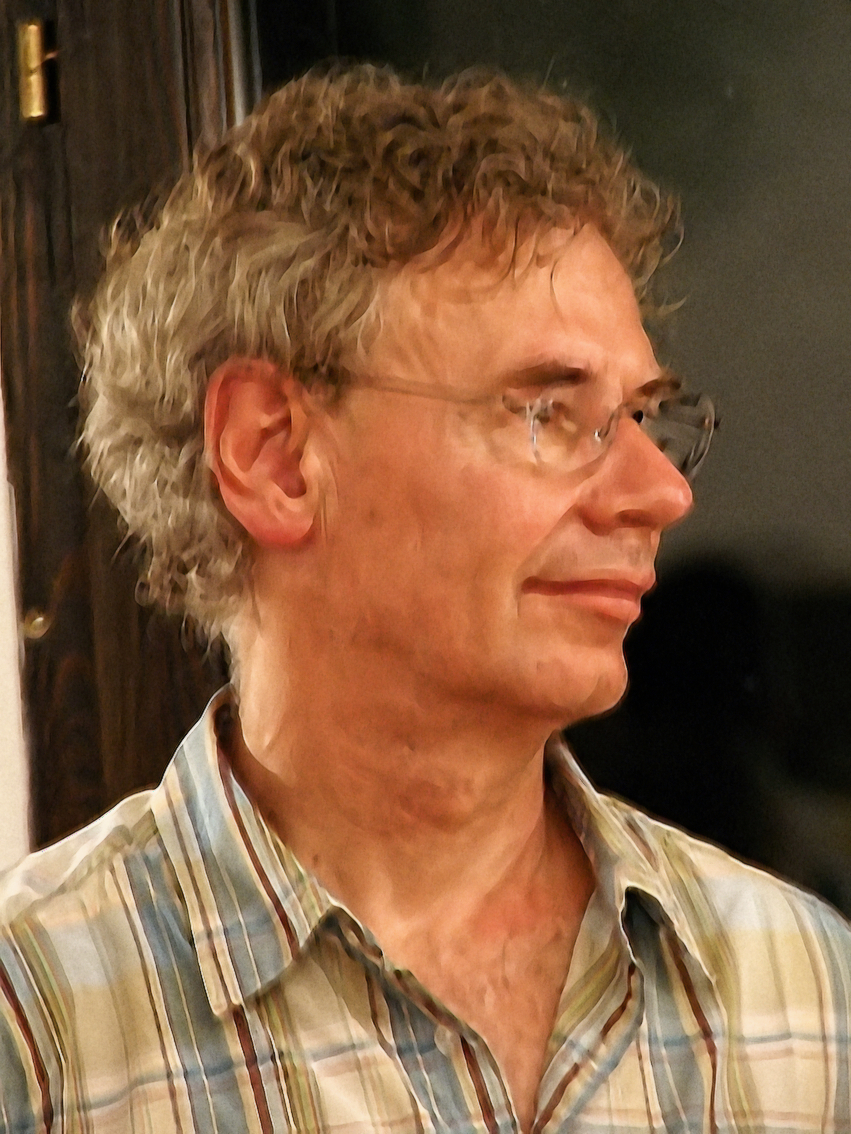
Bill Bruford, ospite dei Genesis nel tour di A Trick of the Tail (1976)

All'avvicinarsi della scadenza per l'uscita del disco, il gruppo non aveva ancora scelto nessuno: fu allora che Collins decise di fare un tentativo di incidere tutte le voci; inaspettatamente sia per il gruppo che per lui stesso, il batterista riuscì a superare la prova anche nei brani più difficili e il quartetto decise così che l'album era completo. A Trick of the Tail uscì nel febbraio 1976 e in breve tempo si affermò sia nel Regno Unito – dove arrivò al terzo posto in classifica – sia all'estero, consentendo fra l'altro ai Genesis di pareggiare il proprio bilancio economico dopo sette anni di carriera e smentire le previsioni di buona parte della stampa musicale che li aveva dati per finiti all'indomani della partenza di Gabriel.
Di fronte all'imminente ripresa dei concerti, i Genesis non avevano ancora accantonato l'idea di trovare un nuovo cantante, poiché davano per scontato che Collins avrebbe suonato la batteria e, malgrado egli fosse in grado di cantare da dietro i tamburi, erano coscienti di avere bisogno di un frontman; ben presto tuttavia Collins si convinse a guadagnare il centro del palco e fu egli stesso a contattare Bill Bruford, in precedenza batterista di Yes e King Crimson, per sostituirlo nei brani cantati; Collins avrebbe comunque continuato a suonare nelle molte parti strumentali, quasi sempre duettando con lui.
La nuova formazione provò dal 1° al 12 marzo 1976 presso l'ormai consueta Una Billings School di Londra quindi si trasferì a Dallas, nel Texas, per la produzione dello spettacolo dal vivo. Il tour di A Trick of the Tail debuttò il 26 marzo 1976 a London, città canadese dell'Ontario. A parte l'inevitabile apprensione dei primi momenti, Collins si adattò presto al ruolo di frontman, forte anche di esperienze come attore per il teatro e la televisione maturate durante l'adolescenza, e rimpiazzò le variopinte e complesse esibizioni di Gabriel con uno stile personale, diretto e orientato al puro intrattenimento, senza ricorrere a costumi o travestimenti; il fatto che sia il pubblico che la stampa lo conoscessero già come membro del gruppo contribuì ulteriormente alla riuscita della sua prova. Il tour proseguì negli Stati Uniti fino all'inizio di maggio, quindi tra giugno e luglio toccò l'Europa; da due concerti a Glasgow (8-9 luglio) e dall'ultimo a Stafford (10 luglio) fu tratto il film Genesis: In Concert, diretto da Tony Maylam. Bill Bruford concluse la sua esperienza nei Genesis al termine della tournée.

#### Wind & WutheringeSeconds Out

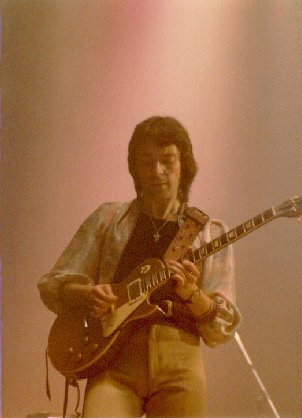
Steve Hackett, chitarrista dei Genesis dal 1970 al 1977

Nel settembre del 1976 i Genesis si ritirarono per tre settimane a registrare presso i Relight Studios di Hilvarenbeek, nei Paesi Bassi: la scelta di incidere un album all'estero per la prima volta nella loro carriera fu dettata, secondo il racconto di Mike Rutherford, da ragioni fiscali. La preparazione del disco fu segnata da frizioni fra Steve Hackett e il resto del gruppo, causate – secondo il chitarrista – dall'indisponibilità degli altri a lavorare su sue composizioni, come ad esempio il brano Please Don't Touch, che egli avrebbe finito per includere, due anni più tardi, nell'omonimo album come solista.
L'ottavo lavoro in studio del gruppo, Wind & Wuthering, fu pubblicato nel dicembre del 1976 e, pur guadagnando le classifiche in vari paesi europei, negli Stati Uniti e in Nuova Zelanda, complessivamente non riuscì a eguagliare le vendite di A Trick of the Tail.
Per le tournée legate all'album, che partirono a gennaio 1977, i Genesis reclutarono il batterista statunitense Chester Thompson il quale – eccetto una pausa nel 1997-98 – avrebbe mantenuto il ruolo sino al 2007. Da quattro concerti tenuti a Parigi nel giugno del 1977 (tranne il brano The Cinema Show, registrato l'anno prima con Bill Bruford) il gruppo avrebbe tratto il doppio album dal vivo Seconds Out, pubblicato in ottobre.
Nel frattempo, il 20 maggio 1977 uscì l'EP Spot the Pigeon contenente tre brani scartati da Wind & Wuthering; il brano Inside and Out in particolare avrebbe rappresentato l'ultimo contributo in studio di Steve Hackett nei Genesis, sia come chitarrista che come autore: durante i missaggi di Seconds Out Hackett decise infatti di lasciare il gruppo, che egli avvertiva ormai come un ostacolo alla sua creatività. Banks, Collins e Rutherford decisero di non rimpiazzarlo e di proseguire come trio, almeno in studio. Rutherford si caricò delle parti sia di basso che di chitarra e tale formazione a tre era destinata a rimanere stabile sino al 1996.
Hackett proseguì in una lunga carriera da solista e, a partire dagli anni novanta, tornò ad affiancare al proprio repertorio vari brani da lui incisi con i Genesis, dedicando loro anche due album in studio intitolati Genesis Revisited (1996) e Genesis Revisited II (2012), registrati con la partecipazione di ospiti come Bill Bruford, Chester Thompson, John Wetton, Jakko Jakszyk e Steven Wilson.

### 1978-1996: il trio e l'apice del successo commerciale

#### ...And Then There Were Three...
All'inizio del 1978, i tre membri rimasti tornarono ai Relight Studios per incidere l'album ...And Then There Were Three..., che uscì a marzo e dal quale furono tratti tre singoli, il primo dei quali, Follow You Follow Me, rappresentò per il gruppo il primo successo negli Stati Uniti d'America, spingendosi fino alla 23ª posizione della Billboard Hot 100 il 24 giugno 1978, dopo aver raggiunto in patria la settima posizione nella Official Singles Chart il 9 aprile.
I tour legati all'album furono i più imponenti intrapresi fino ad allora dai Genesis: oltre a esibirsi di fronte a 100 000 persone al festival di Knebworth a giugno, e a totalizzarne 120 000 alla Fête de l'Humanité in Francia a settembre, a fine anno suonarono per la prima volta in Giappone. In queste tournée, fece la prima apparizione al loro fianco il chitarrista statunitense Daryl Stuermer, anch'egli come Chester Thompson destinato a divenire elemento stabile nei concerti dei Genesis e in seguito collaboratore fisso anche di Collins come solista, sia in studio che dal vivo.
Subito dopo i suddetti tour, nel dicembre 1978, Collins raggiunse la moglie e il figlio a Vancouver in Canada nel tentativo di salvare il suo primo matrimonio e comunicò ai suoi due colleghi che sarebbe rimasto nei Genesis soltanto se avessero trovato il modo di proseguire malgrado la distanza. I tre si presero quindi una pausa durante la quale Banks e Rutherford lavorarono ai rispettivi primi lavori solisti: A Curious Feeling di Banks vide la luce l'8 ottobre 1979 e Smallcreep's Day di Rutherford il 15 febbraio 1980. A metà del 1979 il batterista, dopo la separazione definitiva dalla moglie, rientrò nel Regno Unito e a settembre i Genesis si ritrovarono nella sua casa a Guildford, nel Surrey, per comporre un nuovo album che registrarono poi a fine anno a Stoccolma, presso i Polar Studios di proprietà degli ABBA, per l'ultima volta con la coproduzione di David Hentschel.

#### Duke

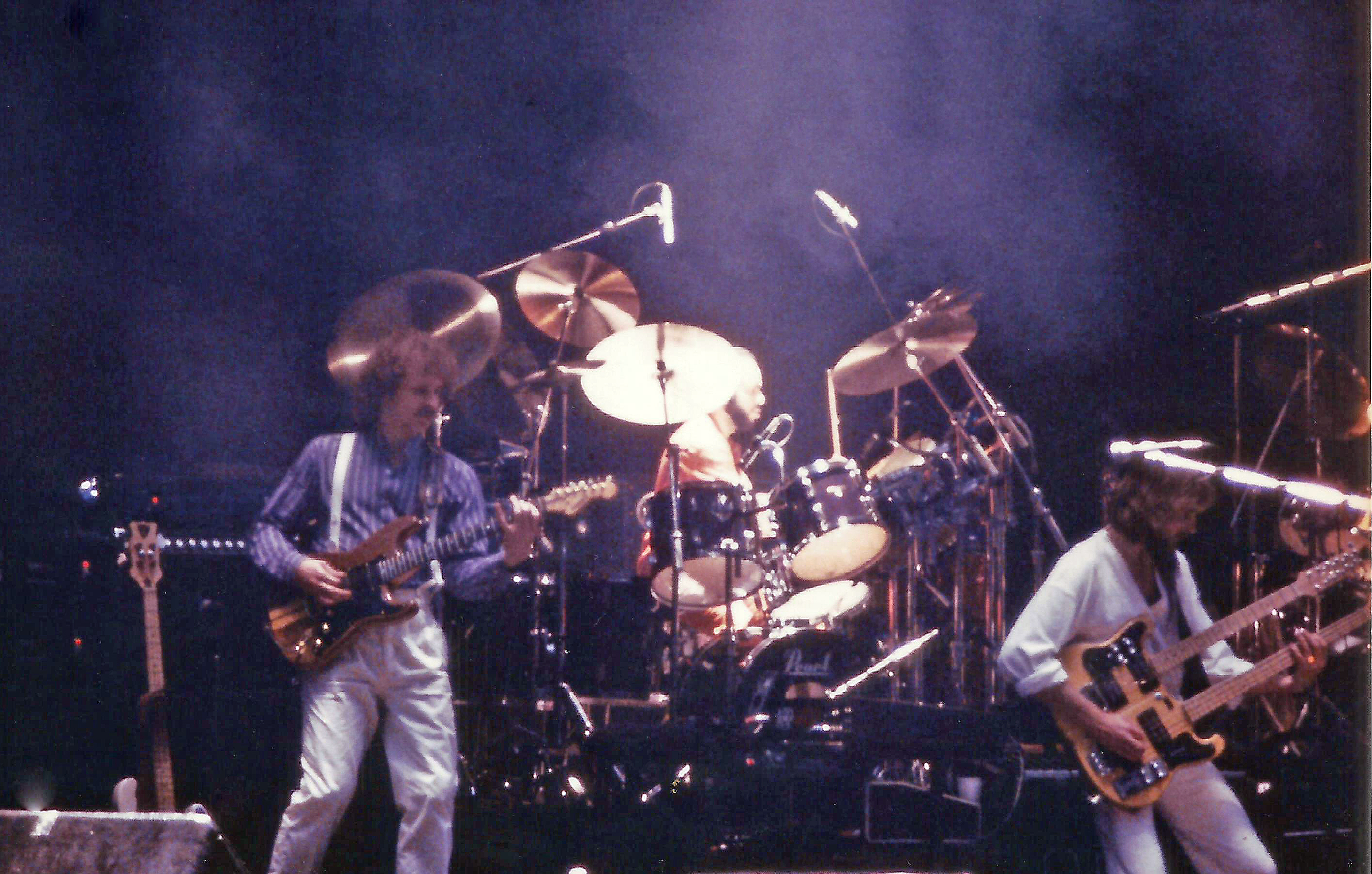
Concerto dei Genesis a Liverpool nel 1980; da sinistra: Daryl Stuermer, Chester Thompson e Mike Rutherford

Il 24 marzo 1980 uscì Duke: accanto a sei brani composti dai singoli membri nel 1979 (Collins su quest'album esordì come unico autore nei due brani Misunderstanding e Please Don't Ask), il disco contiene in apertura tre brani uniti fra loro (Behind the Lines, Duchess e Guide Vocal) e un lungo finale in gran parte strumentale (Duke's Travels e Duke's End), che il gruppo nelle prove a Guildford aveva concepito come una lunga suite, salvo poi abbandonare l'idea in favore di una maggiore coesione dell'intero album.
Duke fu il primo disco dei Genesis a raggiungere la prima posizione nella Official Albums Chart, il 5 aprile 1980; Il singolo Turn It On Again tratto dall'album rimase otto settimane nelle classifiche spingendosi fino all'ottavo posto; il gruppo avrebbe inserito il brano regolarmente nella scaletta di tutti i concerti dal 1980 al 2022, oltre a rispolverarne il titolo per una compilation e un tour. All'album seguì una tournée nella quale la band predilesse locali e teatri di dimensioni ridotte rispetto alle grandi arene e agli stadi del 1978.
A febbraio del 1981 anche Phil Collins pubblicò il suo primo album da solista, Face Value, contenente brani scritti nel 1979 durante la pausa dal gruppo: il disco, trainato dal singolo In the Air Tonight, arrivò primo in classifica in vari Paesi e segnò l'inizio di una fortunata e poliedrica carriera che il batterista cantante fino al 1996 avrebbe alternato a quella con il gruppo, contribuendo indirettamente col proprio successo anche alla definitiva affermazione internazionale dei Genesis.

#### AbacabeThree Sides Live
Poco dopo la fine del tour del 1980 i Genesis acquistarono Fisher Lane Farm, una cascina rurale situata a Chiddingfold nel Surrey, che convertirono dapprima in sala prove quindi in studio di registrazione, nel quale da allora in avanti sarebbero stati prodotti tutti gli album del gruppo e gran parte dei lavori dei tre come solisti. Nel marzo 1981, con lo studio ancora in fase di completamento, il trio incominciò le prove per un nuovo disco, che registrò poi a luglio con l'assistenza di Hugh Padgham (già ingegnere del suono su Face Value e sul terzo album di Peter Gabriel, in un paio di tracce del quale Collins aveva suonato la batteria).
Il 2 ottobre 1982 Peter Gabriel tornò sul palco con gli ex compagni presso il National Bowl di Milton Keynes. L'evento, intitolato: Six of the Best per evitare l'uso del nome Genesis, fu allestito assieme a Tony Smith, manager sia del gruppo che di Gabriel, per aiutare il cantante a colmare un passivo finanziario conseguito alla prima edizione del WOMAD Festival, da lui stesso organizzata a luglio. Steve Hackett, che si trovava in Brasile e pertanto non aveva potuto assicurare la sua partecipazione, riuscì all'ultimo minuto a prendere un volo per Londra e arrivò così in tempo per il bis del concerto, suonando con gli altri i brani I Know What I Like e The Knife.
Il 14 settembre 1981 il gruppo pubblicò l'undicesimo album Abacab, caratterizzato dalla ricerca di un stile più accessibile rispetto ai lavori precedenti e più in generale dalla dichiarata volontà di creare una netta discontinuità con il passato, a partire dalla produzione fino alla copertina stessa. Le sessioni di registrazione videro la partecipazione straordinaria in due brani dei Phenix Horns, la sezione fiati degli Earth, Wind & Fire già impiegata da Collins su Face Value: il singolo No Reply at All in particolare fu il primo caso in cui musicisti esterni figurarono su un album in studio dei Genesis.
Il 21 maggio 1982 uscì, solo nel Regno Unito, l'EP 3×3 contenente tre brani inediti tratti dalle sedute di registrazione di Abacab tra cui Paperlate, l'altro brano realizzato con i Phenix Horns: L'EP raggiunse la decima posizione della Official Singles Chart il 22 maggio 1982.
Il 4 giugno 1982 fu pubblicato il terzo album dal vivo del gruppo, Three Sides Live: come da titolo, l'album presenta tre facciate registrate durante le tournée del 1981 e la quarta contenente i brani in studio dell'EP precedente, più altri due risalenti alle registrazioni di Duke e già editi su 45 giri; nella sola edizione distribuita nel Regno Unito, invece, sulla quarta facciata furono inclusi altri brani dal vivo, risalenti a precedenti tour del 1976, 1978 e 1980.

#### Genesis(1983)
Tra il 1982 e il 1983 i tre membri dei Genesis lavorarono ai rispettivi album come solisti: il 7 settembre 1982 uscì Acting Very Strange di Rutherford, il 1º novembre 1982 fu la volta di Hello, I Must Be Going! di Collins e, nel giugno 1983 Banks pubblicò The Fugitive. Nel 1983 il gruppo si riunì alla Farm per comporre un nuovo disco, partendo da zero e basandosi interamente su improvvisazioni poi rifinite e strutturate in un secondo momento: il dodicesimo album in studio, intitolato semplicemente Genesis, fu pubblicato il 3 ottobre. Quattro singoli tratti dall'album, Mama, That's All, Home by the Sea e Illegal Alien, furono accompagnati da altrettanti video musicali. La tournée mondiale con cui i Genesis promossero l'album, partì il 6 novembre 1983 da Normal, in Illinois, e terminò il 29 febbraio 1984 a Birmingham, dove il concerto fu filmato e in seguito pubblicato in formato home video con il titolo Genesis Live - The Mama Tour.
I due anni seguenti videro i tre di nuovo impegnati nelle rispettive carriere soliste: a gennaio 1985 fu pubblicato No Jacket Required di Collins; Rutherford fondò il gruppo Mike + The Mechanics il cui album omonimo di debutto uscì nell'ottobre del 1985; Banks infine raccolse due colonne sonore da lui scritte nell'album Soundtracks, pubblicato a marzo del 1986.

#### Invisible Touch
All'inizio del 1985 Collins smentì pubblicamente le voci di uno scioglimento dei Genesis, annunciando di avere già in programma con loro la registrazione di un disco per la fine dell'anno e una tournée a seguire. Il gruppo lavorò al nuovo album tra l'ottobre 1985 e il febbraio 1986. Il 9 giugno 1986 uscì Invisible Touch, contenente cinque singoli: Invisible Touch, Tonight, Tonight, Tonight, Land of Confusion, In Too Deep e Throwing It All Away dai quali furono tratti video musicali, poi raccolti assieme a quello del brano Anything She Does in un home video dal titolo Visible Touch; le rimanenti due tracce dell'album, il lungo brano Domino e lo strumentale The Brazilian, quest'ultimo incluso anche nella colonna sonora del film di animazione Quando soffia il vento di Jimmy Murakami, richiamano alla memoria lo stile dei primi album, seppur rivisitato con sonorità tipiche degli anni ottanta. L'album segnò l'apice commerciale dei Genesis, divenendo in seguito il più venduto in assoluto del gruppo anche negli Stati Uniti, con sei dischi di platino.
Il 1987 vide il tour mondiale legato a Invisible Touch. I quattro concerti finali, tenuti dal gruppo allo stadio di Wembley a Londra dal 1º al 4 luglio, registrarono il tutto esaurito con un'affluenza complessiva di circa 300 000 spettatori; Tony Banks li indicò in seguito come la vetta assoluta del successo dei Genesis. Da uno di essi la Virgin trasse il VHS Invisible Touch Tour (1988) in seguito edito in DVD con il titolo Live at Wembley Stadium (2003).

#### We Can't DanceeThe Way We Walk

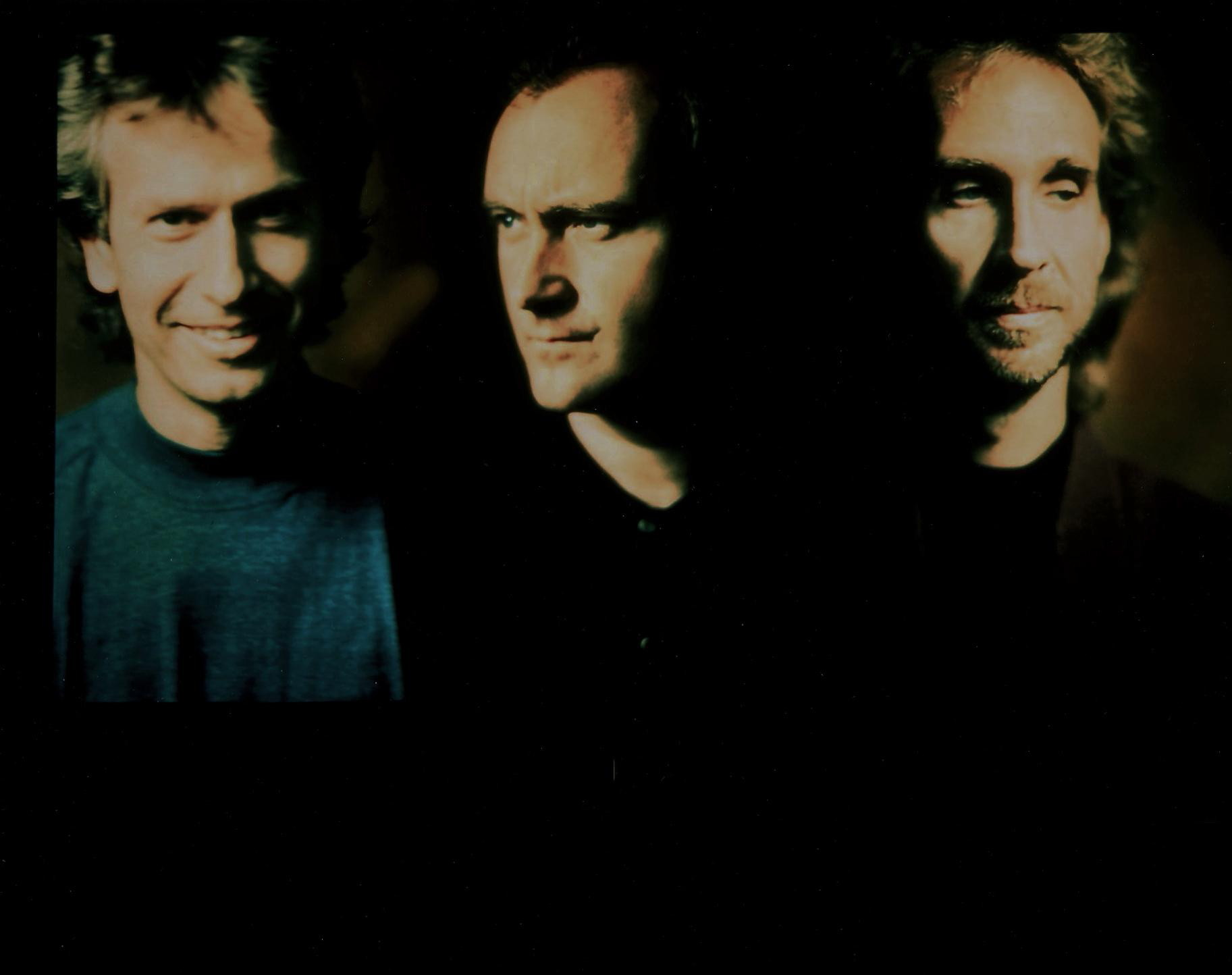
I Genesis nel 1991. Da sinistra: Tony Banks, Phil Collins, Mike Rutherford

Seguì una pausa di circa quattro anni, durante la quale Rutherford fu nuovamente impegnato con Mike + The Mechanics, Collins pubblicò ...But Seriously (1989) e Banks i due album Bankstatement (1989) e Still (1991); l'unica apparizione dal vivo dei tre in questo periodo avvenne a un evento benefico, organizzato in favore del Nordoff-Robbins Music Therapy Centre, che si tenne il 30 giugno 1990 a Knebworth di fronte a circa 150 000 spettatori e al quale parteciparono anche Pink Floyd, Paul McCartney, Mark Knopfler, Eric Clapton, Elton John, Robert Plant & Jimmy Page, Cliff Richard & The Shadows, Status Quo, Tears for Fears, Dire Straits, Ray Cooper e lo stesso Collins come solista. I Genesis eseguirono i brani Mama, Throwing it All Away e Turn It on Again, quest'ultimo unito in un medley a vari successi di altri artisti e con i tre eccezionalmente affiancati dalla band di Collins al completo, ossia i "consueti" Stuermer e Thompson più Lee Sklar (basso), Brad Cole (tastiere) e i Phenix Horns (fiati).
Tra marzo e settembre 1991 i Genesis tornarono alla Farm per comporre un nuovo album con la coproduzione di Nick Davis: il 28 ottobre 1991 uscì We Can't Dance, che nel Regno Unito esordì direttamente al primo posto in classifica e negli Stati Uniti avrebbe ottenuto quattro dischi di platino. Dall'album furono tratti i singoli No Son of Mine, I Can't Dance, Jesus He Knows Me, Hold on My Heart e Tell Me Why, tutti supportati dai relativi video musicali.
Dal tour europeo che seguì venne tratto il quarto album dal vivo del gruppo, The Way We Walk, suddiviso in due volumi separati, pubblicati in due tempi (novembre 1992 e gennaio 1993) e indicati rispettivamente con i sottotitoli The Shorts e The Longs, riferiti alla durata dei brani. Dal concerto dell'8 novembre 1992 all'Earl's Court di Londra fu tratto l'home video The Way We Walk - Live in Concert che uscì a marzo 1993. Tra il 1993 e il 1996 i tre tornarono a progetti individuali: nel 1993 Collins pubblicò Both Sides, nel 1995 uscirono Strictly Inc. di Banks e Beggar on a Beach of Gold di Mike + The Mechanics.

### Anni 1996-2007

#### Calling All Stations
Nel 1996 Phil Collins decise di lasciare temporaneamente la band per concentrarsi sulla sua carriera da solista. Uno dei candidati a sostituirlo alla voce era il cantante, polistrumentista e produttore statunitense Kevin Gilbert che fra l'altro aveva interpretato quasi per intero l'album The Lamb Lies Down on Broadway con il gruppo Giraffe al Progfest svoltosi a Los Angeles il 6 novembre 1994; Gilbert tuttavia morì improvvisamente a soli 29 anni, il 18 maggio 1996, appena una settimana prima della data già fissata per l'audizione con i Genesis.

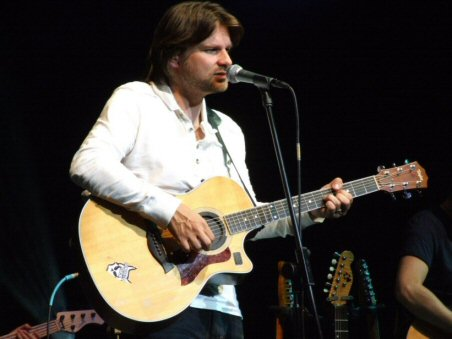
Ray Wilson, cantante dei Genesis nel periodo 1996-1999

Banks e Rutherford in seguito scelsero il cantante scozzese Ray Wilson, già frontman nel gruppo Stiltskin. Con questi anche in veste di coautore su tre brani e con i batteristi turnisti Nick D'Virgilio (Spock's Beard) e Nir Zidkyahu, i Genesis registrarono l'album Calling All Stations che, pur ottenendo un buon successo nel Regno Unito e nel resto d'Europa, non ebbe un grosso riscontro negli Stati Uniti dove invece il gruppo puntava. Dal disco furono estratti i singoli Congo, Shipwrecked e Not About Us. Seguì un tour europeo tra gennaio e maggio 1998, con Zidkyahu alla batteria e Anthony Drennan (The Corrs) alle chitarre e al basso; la scarsa vendita di biglietti causò invece la cancellazione di una tournée in America.
In un'intervista del 2007 al quotidiano The Scotsman, Wilson raccontò che al termine del suddetto tour europeo i Genesis gli parvero intenzionati a proseguire l'attività e che da contratto egli avrebbe dovuto comunque registrare con loro un altro album, ma non ricevette più notizie fino al 1999, quando il manager Tony Smith gli comunicò la decisione di Banks e Rutherford di sospendere a tempo indeterminato produzioni inedite a nome Genesis.
Negli anni seguenti, il cantante tornò a collaborare occasionalmente con gli Stiltskin e portò avanti la sua carriera come solista continuando a interpretare in concerto anche brani dei Genesis, compresi alcuni del repertorio precedente la sua militanza nel gruppo.

#### Pubblicazioni antologiche (1998-2000)
Nel 1998 Banks, Collins, Gabriel, Hackett e Rutherford collaborarono con la Virgin alla compilazione di un cofanetto CD contenente brani dal vivo e inediti in studio del periodo 1967-1975: in particolare, sui nastri originali registrati dal vivo durante i tour di Selling England by the Pound (Londra, 20 ottobre 1973) e The Lamb Lies Down on Broadway (Los Angeles, 24 gennaio 1975), che costituirono la fonte di buona parte della raccolta, Gabriel incise di nuovo quasi tutte le parti vocali e Hackett sostituì alcune parti di chitarra. La raccolta, intitolata Genesis Archive 1967-75 uscì il 22 giugno 1998. I cinque più Anthony Phillips e Jonathan Silver furono intervistati per un documentario televisivo legato alla pubblicazione e curato della rete statunitense VH1 nel quale tutti e sette comparirono assieme, riuniti per un servizio fotografico a Heathrow; nella produzione fu coinvolto anche Ray Wilson, come voce narrante.
Nel 1999 Banks, Collins, Gabriel, Hackett e Rutherford contribuirono a distanza, senza incontrarsi, alla realizzazione di The Carpet Crawlers 1999, nuova versione dell'omonimo brano tratto da The Lamb Lies Down on Broadway prodotta da Trevor Horn e pubblicata il 26 ottobre nella raccolta Turn It On Again: The Hits.
Il 21 settembre 2000 Phil Collins tornò a esibirsi dal vivo assieme ai Genesis che, nell'inedita formazione Banks/Collins/Rutherford/Stuermer, tennero un'esibizione di circa quindici minuti con due chitarre acustiche, percussioni, voce e sintetizzatore, in occasione della cerimonia di assegnazione del Peter Grant MMF Award al loro manager Tony Smith. Il 6 novembre dello stesso anno la Virgin pubblicò un secondo cofanetto antologico, intitolato Genesis Archive #2 1976-1992, incentrato sul periodo con Collins cantante solista.

#### Turn It On Again: The Tour

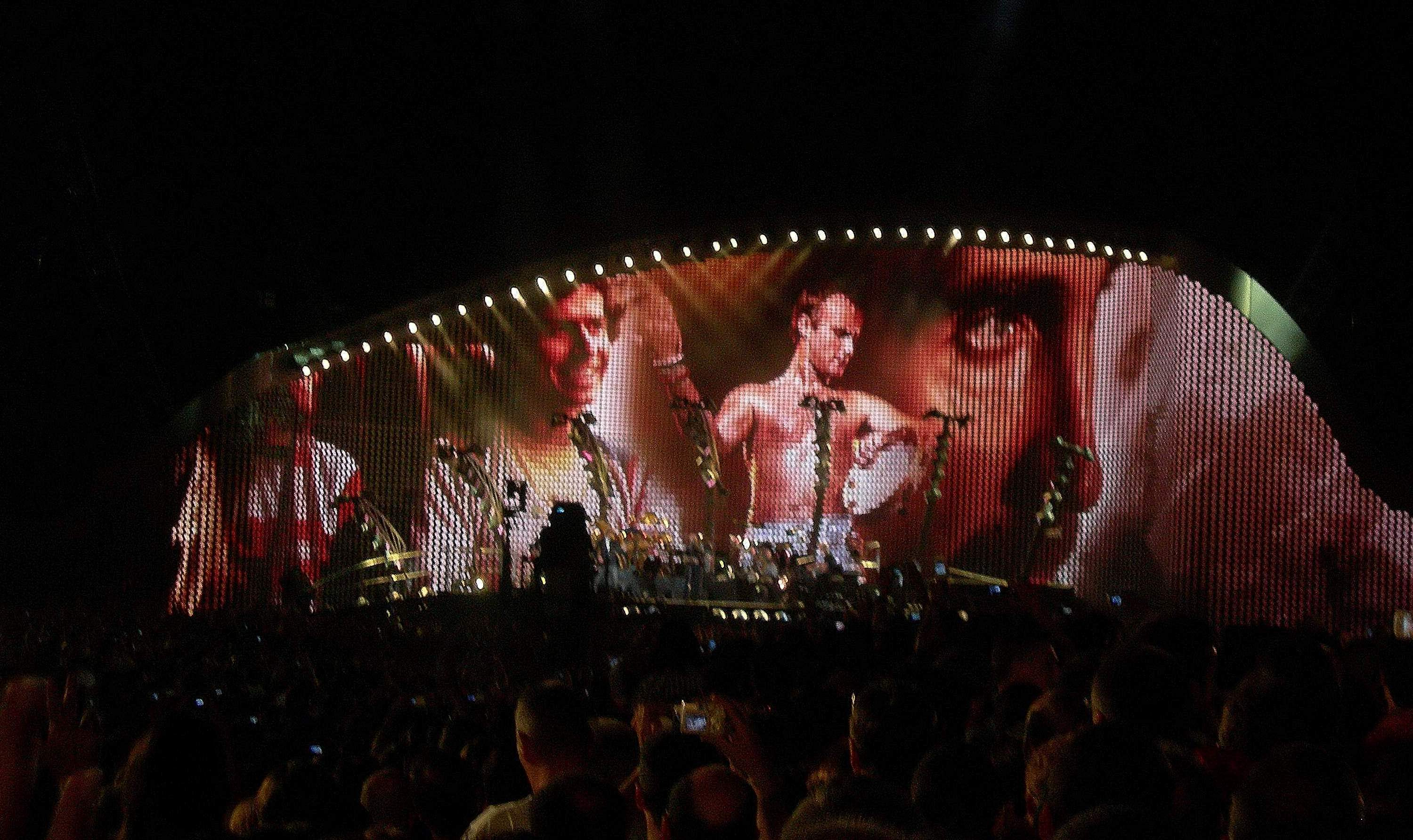
Concerto dei Genesis al Circo Massimo di Roma, 14 luglio 2007

Dopo alcuni anni di incertezza, nel 2005 Banks, Collins e Rutherford tornarono a prendere in considerazione un ritorno su larga scala dei Genesis e Il 20 novembre incontrarono Gabriel, Hackett e Tony Smith a Glasgow, dove faceva tappa il tour solista di Collins, per discutere l'idea di riproporre dal vivo The Lamb Lies Down on Broadway nella formazione originale: l'incontro fu tuttavia infruttuoso, a causa soprattutto dell'incertezza di Gabriel a dare la propria disponibilità per un lungo periodo; anche il coinvolgimento di Hackett a quel punto divenne superfluo e gli altri ripiegarono sull'idea di una serie di concerti come trio, accompagnati come di consueto da Thompson e Stuermer.
Trascorse ancora circa un anno, durante il quale Collins fu impegnato a comporre nuovi brani per il musical Tarzan tratto dall'omonimo film della Disney per il quale nel 2000 aveva vinto un Premio Oscar e un Golden Globe, quindi a ottobre 2006 il gruppo incominciò le prove a New York. Il 7 novembre 2006 i Genesis annunciarono ufficialmente il Turn It On Again: The Tour per l'anno seguente: quarantasette date tra Europa e America. La parte di tour destinata all'Europa partì l'11 giugno 2007 a Helsinki e si concluse il 14 luglio al Circo Massimo di Roma con un concerto gratuito cui intervennero circa 500 000 spettatori e dal quale fu in seguito tratto il triplo DVD When in Rome 2007; la parte destinata all'America del Nord si svolse dal 7 settembre al 13 ottobre. Il 20 novembre uscì il doppio CD Live Over Europe 2007 che ricalca integralmente la scaletta dei concerti europei, con brani tratti da dieci delle ventidue date di quella tournée.
Nel 2007 tutti i componenti le varie formazioni dei Genesis dal 1970 al 1998, eccetto John Mayhew, commentarono separatamente la storia del gruppo in interviste filmate che furono poi incluse in tre cofanetti CD/DVD, pubblicati dalla Virgin tra il 2007 e il 2008 e contenenti le edizioni rimasterizzate degli album dal 1970 al 1997, più vari inediti.
Lo stesso anno i cinque membri della formazione 1971-75 figurarono anche autori di una sorta di autobiografia collettiva tratta da interviste di Philip Dodd e intitolata Genesis, Chapter & Verse, che fu pubblicata a settembre del 2007; al libro contribuirono in misura minore anche tutti gli altri ex membri Anthony Phillips, Chris Stewart, Jonathan Silver, John Mayhew e Ray Wilson, i collaboratori Bill Bruford, Chester Thompson e Daryl Stuermer nonché altre figure legate a vario titolo alla storia del gruppo come Richard McPhail, il manager Tony Smith e Ahmet Ertegün.

### Anni 2010-2022: la tournée di addio e il ritiro dalle scene
Il 15 marzo 2010 i Genesis, ancora nella formazione 1971-75, furono introdotti alla Rock and Roll Hall of Fame a Cleveland, in Ohio; il gruppo statunitense Phish eseguì in loro onore i brani Watcher of the Skies e No Reply at All. Nel 2014 i cinque furono intervistati assieme per un documentario prodotto dalla BBC dal titolo Genesis: Together and Apart – andato in onda il 4 ottobre 2014 sul canale BBC Two e uscito contemporaneamente in DVD con il titolo Sum of the Parts a cura della Eagle Rock Entertainment – e intervennero all'anteprima che si tenne al cinema Odeon Luxe Haymarket di Londra il 2 ottobre 2014, in coincidenza con l'uscita del cofanetto antologico in CD R-Kive, incentrato sul repertorio del gruppo e dei cinque come solisti.

#### The Last Domino? Tour

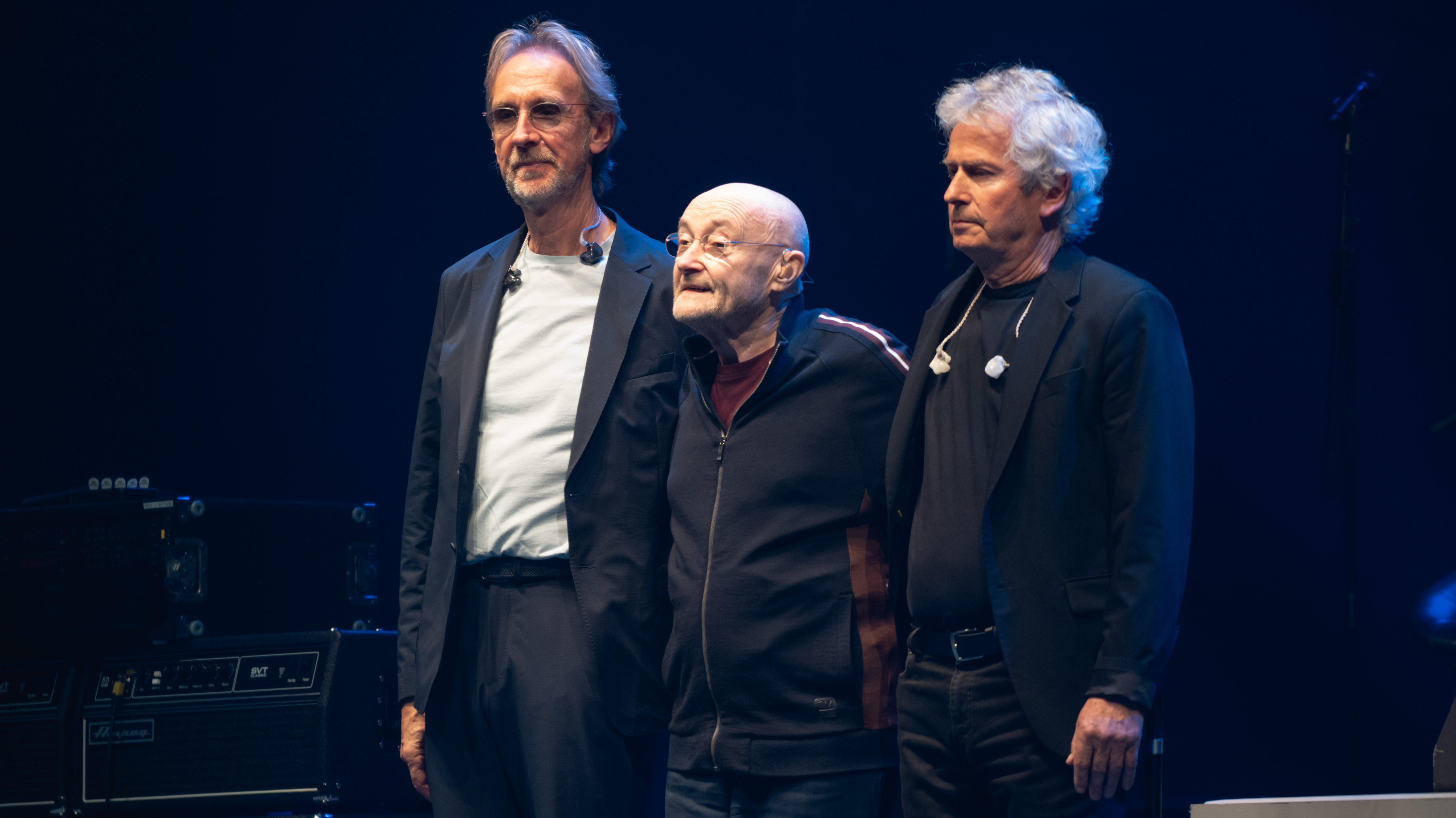
I Genesis (da sinistra: Mike Rutherford, Phil Collins, Tony Banks) salutano il pubblico al termine del loro ultimo concerto, il 26 marzo 2022 a Londra.

Nel corso del 2017 sia Banks che Rutherford si dissero favorevoli a un ritorno dei Genesis nella formazione a tre con Collins e confermarono entrambi alla stampa di essere in buoni rapporti personali sia tra loro che con il frontman; tuttavia in tali interviste i due non si spinsero oltre la semplice ipotesi. Nell'agosto 2018 Collins, nel frattempo tornato a esibirsi dal vivo dopo un'assenza dalle scene durata dieci anni, dichiarò a sua volta la sua disponibilità a tornare a lavorare con i due colleghi, ipotizzando inoltre il coinvolgimento di suo figlio Nicholas, già batterista della sua band come solista. Il 4 marzo 2020 i tre, ospiti della trasmissione radiofonica The Zoe Ball Breakfast Show in onda sulla BBC 2, annunciarono una nuova tournée del Regno Unito per novembre-dicembre 2020 con una formazione comprendente Daryl Stuermer alle chitarre e appunto Nicholas Collins alla batteria. La tournée, dal titolo: The Last Domino? Tour e abbinata all'omonima raccolta antologica, fu poi posticipata a causa della pandemia di COVID-19 dapprima all'aprile 2021 quindi ulteriormente tra il 20 settembre e il 13 ottobre di quell'anno. Nel frattempo il gruppo aveva aggiunto una serie di date in America del Nord per novembre-dicembre e un'ultima tranche in Europa a marzo del 2022.

Tutti e tre i membri storici della band, in occasioni diverse, dichiararono che questo sarebbe stato il loro tour di addio e durante l'ultima data, tenuta il 26 marzo 2022 alla O2 Arena di Londra, Collins ribadì il concetto:

## Stile musicale
Lo stile musicale dei Genesis conobbe una continua evoluzione per quanto riguarda composizione, arrangiamenti e strumentazione. I membri fondatori del gruppo, tutti autori eccetto il batterista Chris Stewart, avevano retroterra musicali piuttosto eterogenei che, fusi assieme, contribuirono sin dagli esordi allo sviluppo di uno stile composito e variegato.
Tony Banks aveva un'impostazione classica, con predilezione per autori come Rachmaninov, Elgar e Vaughan-Williams, ma aveva subito anche l'influsso dell'esplosione pop degli anni sessanta, in particolare dei Beatles. Nei primi anni con i Genesis, Banks fu dichiaratamente influenzato anche dai Nice: il brano The Knife (1970) in fase di composizione era provvisoriamente intitolato The Nice proprio per l'uso ritmico dell'organo, ispirato allo stile di Keith Emerson.
Peter Gabriel, approdato alla musica nella prima adolescenza come batterista e solo più tardi divenuto cantante, era un amante della musica soul e R&B, con artisti di riferimento come Otis Redding e Nina Simone: l'influenza dello stile canoro di Redding ad esempio è ravvisabile nel brano That's Me, lato B del primo 45 giri del gruppo.
Mike Rutherford si era avvicinato alla chitarra attraverso il rock and roll ascoltando, fra gli altri, Cliff Richard degli Shadows ed Elvis Presley e il repertorio della sua prima band giovanile era costituito in gran parte di cover dei Rolling Stones; al basso elettrico si accostò invece per necessità, all'epoca in cui nacquero i Genesis. Anthony Phillips fu, assieme a Rutherford, il principale responsabile degli intrecci di chitarre a 12 corde che conferirono a varie composizioni del primo periodo una caratteristica atmosfera tra il folk e il classico, tipicamente inglese, che affiora anche in brani registrati dai Genesis dopo la sua uscita dal gruppo.
Per ammissione degli stessi autori, i primi singoli e l'album d'esordio From Genesis to Revelation (1969) non rappresentano appieno la direzione musicale che il gruppo intraprese in seguito, a causa sia dell'oggettiva inesperienza dei musicisti, sia della loro scelta dell'epoca di accontentare il produttore Jonathan King per non perdere la prima opportunità discografica, accorciando la durata dei brani e scartando molte parti strumentali. A partire dal secondo album Trespass (1970), grazie anche alla maggiore libertà artistica acquisita nel passaggio alla Charisma, il gruppo cominciò a proporre brani svincolati dalla tipica forma canzone e di durata più lunga, con frequenti cambi di tema e di atmosfera. La tendenza ad ampliare i propri confini espressivi, peraltro comune a molti gruppi rock dell'epoca, contribuì a far inserire i Genesis nel novero del multiforme genere musicale denominato rock progressivo. Tale cifra stilistica si consolidò ulteriormente a partire da Nursery Cryme (1971) con l'ingresso nel gruppo di Phil Collins e Steve Hackett.
Hackett, anch'egli autore, condivideva con gli altri la passione per i primi King Crimson, che aveva visto dal vivo al Marquee Club nel 1969 rimanendone favorevolmente impressionato. Fu dietro sua insistenza che nel 1971 il gruppo acquistò di seconda mano, proprio dai King Crimson, il primo mellotron, strumento le cui timbriche caratterizzarono in modo significativo la musica del gruppo almeno sino al 1976. L'apporto compositivo di Hackett nei Genesis denota anche influenze dalla musica classica, specie in brani per sola chitarra come Horizons (da Foxtrot, 1972) o l'introduzione di Blood on the Rooftops (da Wind & Wuthering, 1976); quest'ultimo aspetto è ampiamente riscontrabile anche nella successiva carriera solista del chitarrista.
Collins, fin dall'adolescenza appassionato di musica afroamericana e in particolare della Motown, in un primo tempo contribuì soprattutto all'arrangiamento dei brani, inserendovi spunti derivati dal jazz o dalla fusion, con riferimenti come Weather Report e Frank Zappa, ad esempio nell'uso dei tempi dispari o, a partire dal 1976, con i duetti di batteria nelle parti strumentali in concerto. Collins maturò una vena compositiva vera e propria solo a partire dagli anni ottanta, più o meno in coincidenza con l'inizio della sua carriera da solista e dopo che i Genesis erano divenuti un trio. Lo stile semplice e diretto che decretò la sua fortuna commerciale come autore è inevitabilmente presente anche nei brani che egli scrisse per il gruppo, come Misunderstanding, Please Don't Ask e Man on the Corner.
A partire dalla fine degli anni settanta, la musica dei Genesis fu caratterizzata dall'uso preponderante di sonorità elettroniche a spese di strumenti come il pianoforte o la chitarra acustica, al contrario molto presenti fino ad allora. Inoltre, le mutate esigenze del mercato discografico indussero il gruppo a ridurre gradualmente le composizioni più lunghe e complesse tipiche dei primi album in favore di brani più concisi e accessibili, il che portò la critica in alcuni casi a parlare di "svolta pop", complice anche il fatto che tale fase coincise con l'apice del successo commerciale. In tutti i dischi del periodo sono comunque presenti anche brani di respiro più ampio, alcuni dei quali quasi interamente strumentali come Duke's Travels/Duke's End (1980) o Second Home by the Sea (1983), vicini in tal senso allo stile iniziale, anche se con sonorità aggiornate. Essi, così come gli estratti dal repertorio degli anni settanta, trovarono posto frequentemente anche nelle scalette dei concerti. Gli stessi Genesis peraltro rimarcarono come, specie nella fase di maggior popolarità, la dimensione live rappresentasse meglio il loro stile e le loro reali capacità rispetto alla produzione in studio.
Una parte significativa della stampa musicale attribuì l'evoluzione stilistica del gruppo nel periodo della maturità a una presunta maggiore influenza decisionale di Phil Collins, conseguente alla grande popolarità da lui raggiunta a partire dagli anni ottanta come cantante, autore, produttore discografico e attore. I diretti interessati tuttavia smentirono in più occasioni tale ipotesi e ribadirono l'assoluta collegialità delle loro scelte, motivandole con la sopravvivenza stessa del gruppo e con l'esigenza di non fossilizzarsi artisticamente, pur riconoscendo che dal lato commerciale, al contrario, il successo di Collins fu un importante traino per quello degli stessi Genesis, specie dopo l'arrivo di MTV e la grande esposizione mediatica garantita dai video musicali, che portò soprattutto il pubblico che prima non li conosceva a identificarli, come immagine, con il frontman.

## Formazione
Ultima
- Tony Banks – tastiere (1967-1998, 2006-2007, 2020-2022)
- Mike Rutherford – basso, chitarra (1967-1998, 2006-2007, 2020-2022)
- Phil Collins – voce (1975-1996, 2006-2007, 2020-2022), batteria (1970-1996, 2006-2007)

Ex-componenti
- Chris Stewart – batteria (1967-1968)
- Jonathan Silver – batteria (1968-1969)
- John Mayhew – batteria (1969-1970)
- Anthony Phillips – chitarra (1967-1970)
- Peter Gabriel – voce, flauto, oboe, percussioni (1967-1975)
- Steve Hackett – chitarra (1970-1977)
- Ray Wilson – voce (1996-1998)

Turnisti
- Mick Barnard – chitarra (dal vivo, 1970)
- Ronnie Caryl – chitarra (dal vivo, 1970)
- Nicholas Collins – batteria (dal vivo, 2020-2022)
- Bill Bruford – batteria (dal vivo, 1976)
- Anthony Drennan – chitarra e basso (dal vivo, 1997-1998)
- Nick D'Virgilio – batteria (in studio, 1996-1997)
- Daniel Pearce – cori (dal vivo, 2020-2022)
- Patrick Smyth – cori (dal vivo, 2020-2022)
- Daryl Stuermer – chitarra e basso (dal vivo, 1978-1992, 2006-2007, 2020-2022)
- Chester Thompson – batteria (dal vivo, 1977-1992, 2006-2007)
- Nir Zidkyahu – batteria (in studio e dal vivo, 1996-1998)

## Discografia

### Album in studio
- 1969 – From Genesis to Revelation
- 1970 – Trespass
- 1971 – Nursery Cryme
- 1972 – Foxtrot
- 1973 – Selling England by the Pound
- 1974 – The Lamb Lies Down on Broadway
- 1976 – A Trick of the Tail
- 1976 – Wind & Wuthering
- 1978 – ...And Then There Were Three...
- 1980 – Duke
- 1981 – Abacab
- 1983 – Genesis
- 1986 – Invisible Touch
- 1991 – We Can't Dance
- 1997 – Calling All Stations

### Album dal vivo
- 1973 – Genesis Live
- 1977 – Seconds Out
- 1982 – Three Sides Live
- 1992 – The Way We Walk, Volume One: The Shorts
- 1993 – The Way We Walk, Volume Two: The Longs
- 2007 – Live Over Europe 2007

### Raccolte
- 1998 – Genesis Archive 1967-75
- 1999 – Turn It On Again: The Hits
- 2000 – Genesis Archive 2: 1976-1992
- 2004 – Platinum Collection
- 2007 – Genesis 1976-1982
- 2007 – Genesis 1983-1998
- 2008 – Genesis 1970-1975
- 2009 – Genesis Live 1973-2007
- 2014 – R-Kive
- 2021 – The Last Domino?